# Tercera Onada
La Tercera Onada va ser un moviment experimental basat en el feixisme, ideat i dirigit pel professor d'història Ron Jones amb estudiants de secundària de la Cubberley High School de Palo Alto (Califòrnia) durant la primera setmana d'abril de 1967, com a part d'un curs sobre l'Alemanya nazi.
Ron Jones no va poder explicar als seus alumnes com els ciutadans alemanys havien permès al partit nazi exterminar poblacions senceres sense reaccionar d'una manera notable, i va decidir organitzar un escenari; va fundar un moviment anomenat «La Tercera Onada», la ideologia del qual exaltava els mèrits de la disciplina i el pensament de grup, i el va orientar cap a la destrucció de la democràcia, considerant-la «un mal règim a causa de l'accent que col·loca sobre l'individu més que sobre la comunitat».
L'experiència de la Tercera Onada va inspirar el telefilm L'onada (1981), el llibre L'onada (1981), i la pel·lícula L'onada (2008).

## La Tercera Onada
L'experiment es va dur a terme en la Cubberley High School, una escola de secundària de Palo Alto (Califòrnia), durant la primera setmana d'abril de 1967. Mentre ensenyava als seus alumnes sobre l'Alemanya nazi durant la seva classe «Història del món contemporani», Ron Jones es va trobar que era difícil explicar als seus alumnes com els alemanys van acceptar les accions dels nazis i per què els ciutadans alemanys (especialment els no jueus) van permetre que el Partit Nazi exterminés milions de jueus i altres anomenats «indesitjables», i va decidir crear un moviment social com una demostració de l'atractiu del feixisme.
Ron Jones escriu que va començar amb coses simples, com la disciplina a la classe, i que va aconseguir convertir la seva classe d'història en un grup amb un gran sentit de propòsit. Ron Jones va anomenar al moviment «La Tercera Onada», a causa de la noció popular que la tercera d'una sèrie d'onades al mar és sempre la més forta, i va afirmar que els seus membres revolucionarien el món. Pel que sembla, l'experiment va cobrar vida pròpia, amb alumnes de tota l'escola unint-se a ell.
Durant cinc dies, Ron Jones va realitzar una sèrie d'exercicis a la seva classe fent èmfasi en la disciplina i la comunitat, destinada a modelar certes característiques del moviment nazi. També va convèncer els seus estudiants que el moviment eliminaria la democràcia; el fet que la democràcia emfatitza l'individualisme va ser considerat com un defecte de la democràcia, i va posar èmfasi en això a través del seu lema: «Força mitjançant la disciplina, força mitjançant la comunitat, força a través de l'acció, força a través de l'orgull».
A mesura que el moviment creixia fora de la seva classe, Ron Jones va sentir que començava a perdre el control de l'experiment i va escriure que es va preocupar sobre el resultat de l'exercici abans d'aturar-lo. Va convèncer els estudiants d'assistir a una reunió on el líder nacional del moviment s'adreçarà als joves de la Tercera Onada per televisió per anunciar públicament l'existència del moviment a tot el país. En aquesta reunió, els membres del moviment només van veure neu a la pantalla de la televisió, i quan es van adonar de l'engany, Ron Jones els va explicar sobre la veritable naturalesa del moviment, un experiment per entendre millor el feixisme, i els va presentar una pel·lícula sobre les accions de l'Alemanya nazi, per acabar així l'experiment.

## Cronologia de l'experiment

### Dilluns, 3 d'abril de 1967
Ron Jones escriu que va començar el primer dia de l'experiment (dilluns, 3 d'abril de 1967) amb una conferència sobre la disciplina (com és de necessària pels atletes, artistes, científics...) i com, a través de l'autocontrol, garanteix l'èxit dels projectes.
Després passa ràpidament als treballs de pràctiques i ensenya una posició asseguda que facilita la concentració i la voluntat: peus tocant al terra, cap enrere, mans creuades darrere de l'esquena. Exigeix als estudiants que adoptin aquesta posició i verifica qui obeeix. També els ensenya coses senzilles, com seure's correctament, insistint fins que els alumnes van ser capaços d'entrar a l'aula i asseure's correctament en menys de 30 segons sense fer soroll. Després procedeix a exercir més estrictament la disciplina, prenent un paper més autoritari, la qual cosa va resultar una dràstica millora del rendiment dels alumnes. Els alumnes havien d'estar asseguts i atents fins a la segona campana.
També dona instruccions per respondre les preguntes; els estudiants s'han d'aixecar, començar la seva resposta amb «Sr. Jones» i respondre amb poques paraules. Una sèrie de preguntes i respostes molt intenses finalitza la sessió. Els estudiants es van sentir estimulats i motivats.
Ron Jones va finalitzar la primera lliçó amb algunes regles, encara pensant que seria tan sols un experiment d'un sol dia.

### Dimarts, 4 d'abril de 1967
Davant d'una aula en posició d'atenció, Ron Jones escriu a la pissarra el lema del moviment:«Força mitjançant la disciplina, força mitjançant la comunitat». Analitza la idea de «comunitat», que la defineix com un vincle que uneix diferents persones cap a un objectiu comú. Ron Jones augmenta el valor de la comunitat, mostrant que aquesta realitat va més enllà de l'individu i que s'aconsegueix mitjançant la integració de la mateixa. Ron Jones ordena als estudiants a recitar el lema del moviment, primer un per un, a continuació en grups de dos o tres, i després tota la classe en conjunt. La coordinació aconseguida permet als estudiants veure la realitat de la comunitat i sentir-se plenament integrats al grup.
Al final de l'hora, Ron Jones ensenya una salutació similar al del nazisme, i va ordenar als alumnes a saludar així, fins i tot fora de classe. Tots els alumnes van obeir l'ordre.
Ron Jones va nomenar el moviment «La Tercera Onada», davant la creença popular que les ones del mar avancen en grups de tres i la tercera és la més llarga i forta. Explica als estudiants que aquest és el motiu que la mà durant la salutació es veu com una onada a punt de trencar. No esmenta als estudiants la referència més important, que és la referència al Tercer Reich.

### Dimecres, 5 d'abril de 1967
Al tercer dia, l'experiment comença prendre vida pròpia, amb alumnes de tota l'escola unint-se al moviment. Ron Jones assenyala que tretze estudiants d'altres classes arriben a la seva classe, passant de 30 a 43 alumnes.
Distribueix targetes de membres als estudiants que participen en el moviment. Entre les targetes de membres, tres, distribuïdes aleatòriament, estan marcades amb una X vermella. Els membres que porten aquestes targetes s'encarreguen de denunciar els membres que no respecten les regles. Ron Jones explica aquesta l'acció, entesa com l'objectiu al qual tendeixen la disciplina i la comunitat, i sense els quals tot perd el seu significat.
Per sorpresa del professor, diversos estudiants expressen la seva satisfacció i alegria per participar en la Tercera Onada. Els estudiants mostren millors maneres d'aprendre i participar a classe. La igualtat establerta entre ells incita els estudiants menys confiats a parlar i a guanyar confiança. Però les respostes a les preguntes són molt més lacòniques, i els estudiants semblen perdre la seva capacitat de discutir i matisar.
Ron Jones dirigeix la classe cap a l'acció pura; dona l'ordre de dibuixar un logotip per a la Tercera Onada, fa memoritzar el nom i l'adreça de tots els membres, ensenya com reclutar i iniciar a nous membres, i no permet que entri a l'aula cap alumne no pertanyi al moviment.
Durant el dia, Ron Jones descobreix que la Tercera Onada està prenent proporcions preocupants. La meitat dels membres denuncien als altres, tot i que només tres estudiants han estat designats específicament per a aquesta tasca. Molts estudiants prenen la Tercera Onada molt seriosament i amenacen als que fan burla del moviment. Ron Jones també assenyala que els membres més mediocres participen més i s'involucren molt en el moviment (un dels estudiants fins i tot decideix convertir-se en el guaraespatlles personal del professor, i Ron Jones el deixa fer), però els estudiants més dotats no suporten fàcilment l'igualitarisme de la classe.
Al final del dia, el moviment ja comptava amb més de 200 membres.

### Dijous, 6 d'abril de 1967
Ron Jones arriba d'hora a l'escola i descobreix la seva classe devastada. Un dels pares dels estudiants, veterà de la Segona Guerra Mundial i antic presoner de guerra, havia entrat a l'aula i va destrossar material.
L'experiment pertorba dramàticament la vida de l'escola secundària; molts estudiants abandonen les seves classes per assistir a les lliçons de Ron Jones (arribant a ser 80 en una classe per a 30 estudiants), i s'organitza una «policia secreta» basada en la denúncia i la por.
Preocupat per la magnitud i l'evolució dels esdeveniments, sentint que l'experiment s'estava descontrolant (els alumnes s'estaven involucrant massa, i la seva disciplina i lleialtat per al moviment era notable), i insegur de les seves pròpies motivacions per continuar, Ron Jones decideix finalitzar l'experiment. Després d'un discurs sobre l'orgull, anuncia que la Tercera Onada no és només un escenari a l'escola secundària, sinó un projecte nacional per canviar profundament la vida social dels Estats Units. Afirma que altres professors han fundat «terceres onades» a tot el país i que, l'endemà al migdia, el líder nacional del moviment s'adreçarà als joves de la Tercera Onada per anunciar públicament l'existència del moviment a tot el país.
Ron Jon es basa en la voluntat dels membres d'organitzar una reunió exemplar en vint-i-quatre hores.

### Divendres, 7 d'abril de 1967
Ron Jones dedica tot el matí per preparar la sala de conferències de l'escola secundària per a la reunió. Els estudiants comencen a arribar a les 11.30h. Dos-cents alumnes assisteixen a la reunió. Alguns porten pancartes. Els amics de Ron Jones, disfressats de fotògrafs i periodistes, prenen notes i fotografien els participants. Al migdia, es tanquen les portes de la sala de conferències, que són vigilades per guàrdies. Ron Jones mostra als seus amics l'obediència cega dels joves presents; els fa saludar i els fa recitar el lema del moviment. Al migdia, Ron Jones apaga les llums i encén la pantalla de televisió, anunciant el discurs del líder nacional. Després d'uns minuts de silenci atents davant d'una pantalla on només es veia neu, els estudiants finalment descobreixen l'engany.
Mentre els estudiants encara estaven sorpresos, Ron Jones fa una xerrada informativa; els explica com els va manipular i com ells es van deixar manipular i que voluntàriament s'havien creat un sentit de superioritat, similar al de la població nazi. Els fa veure una pel·lícula que mostra imatges de l'arxiu del Tercer Reich. Respon a les preguntes dels estudiants i els mostra el fàcil que és abocar-se al totalitarisme. També els explica que «ser enganyats per cadenes és brut i vergonyós», i respon la pregunta que va originar aquest experiment: «els alemanys han negat tenir coneixement de l'extermini de jueus, gitanos, homosexuals, etc., de la mateixa manera que els estudiants de Cubberley negaran haver participat en la reunió».
Després de la reunió, Ron Jones va donar per finalitzat l'experiment.

## Reaccions i conseqüències de l'experiment
El malestar que va prevaler entre els estudiants fins al darrer dia de les classes (un estudiant entrevistat per The Cubberley Catamount va admetre «sentir-se estúpid»), a més de la por (Ron Jones descriu la Tercera Onada com «un dels esdeveniments més temuts que he experimentat en una aula») ha generat un gran silenci sobre l'experiència. Tanmateix, el diari estudiantil de l'escola, The Cubberley Catamount, informa que Jones va reiterar l'any següent una experiència semblant al moviment Tercera Onada per simular una situació semblant a la de la Xina durant la dècada del 1900, però restringida només a un dia.

Cartell de la pel·lícula L'onada (2008)

L'experiment no va quedar ben documentat durant la seva realització. De fonts contemporànies, l'experiment només s'esmenta a The Cubberley Catamount; només es menciona breument en dos articles. El mateix Ron Jones va escriure un relat titulat The Third Wave (1972), i el va publicar a la primavera de 1976 sota el títol Take As Directed, en una revista alternativa, The CoEvolution Quarterly. Posteriorment es van escriure més articles sobre l'experiment que incloïen algunes entrevistes amb Ron Jones i els estudiants originals. Es diu que Ron Jones ha estat convidat a les aules del professor Philip Zimbardo de la Universitat Stanford, iniciador de l'experiment de psicologia anomenat «Experiment de la presó de Stanford».
Els psicòlegs s'han interessat en l'experiment de Ron Jones, especialment en termes de mal·leabilitat mental en adolescents; malgrat les implicacions evidents que aquest estudi ofereix sobre la mal·leabilitat mental de l'ésser humà, té particular interès tant per als psicòlegs que desitgin comprendre'l i prevenir-lo, com per a aspirants a dictadors que poguessin intentar recrear-lo. Els investigadors de l'experiment han tingut dificultats per obtenir informació de part d'algun dels estudiants involucrats.
No obstant això, l'experiment es va mantenir confidencial fins a 1981, quan va inspirar un telefilm titulat The Wave, produïda per Norman Lear i dirigida per Alexander Grasshoff en un guió de Johnny Dawkins. Va rebre un Premi Emmy i un Premi Peabody.
Sota el pseudònim Morton Rhue, el novel·lista Todd Strasser va publicar el 1981, sota el títol The Wave, una adaptació de l'experiència basada, no en les notes escrites per Ron Jones (que Todd Strasser admet que mai les ha llegit), sinó en el telefilm.
L'11 d'octubre de 1992, sol·licitat pel govern alemany, Ron Jones va pronunciar una conferència sobre «La tercera onada» a Nuremberg, als edificis reservats a Hitler durant els congressos del partit nazi. Es va filmar la conferència.
La història de la Tercera Onada també ha estat adaptada moltes vegades a espectacles dramàtics i teatres musicals.
La novel·la de Todd Strasser, The Wave, va inspirar una pel·lícula alemanya dirigida per Dennis Gansel el 2008, Die Welle, doble guanyadora dels Premis del Cinema Alemany, amb el Premi de Bronze en la categoria de «Millor Pel·lícula» i el Premi d'Or concedit a Frederik Lau (millor actor secundàri per a la interpretació de Tim). La pel·lícula també va ser nominada al Festival de Sundance (Gran Premi del Jurat).
En la pel·lícula documental Lesson Plan (2010), diversos estudiants participants, Ron Jones i el director de l'escola, recorden l'experiència i després expressen les seves reaccions. El vídeo està codirigit per un d'ells, Philip Neel i David Jeffery.

## Qüestions sobre la veracitat històrica
És difícil donar una explicació precisa dels esdeveniments que es van produir a l'escola secundària de Cubberley entre finals de març i principis d'abril de 1967, ja que les fonts d'experiència fiables són escasses.
Una primera dificultat prové del fet que la història va romandre inèdita i confidencial fins a 1976. L'única font escrita contemporània dels esdeveniments és el diari estudiantil de l'escola secundària, The Cubberley Catamount; un breu article publicat el 7 d'abril de 1967 esmenta lacònicament el moviment, i posteriorment un article de fons explica l'experiència de forma poc detallada. També es menciona al mateix diari, durant el següent any escolar, en un nou exercici similar. A excepció d'aquests articles, totes les altres fonts són molt posterior, inclòs el primer article de Ron Jones, Take As Directed, on descriu l'experiència de forma més completa (va ser escrita el 1972, cinc anys després del fet, i publicada el 1976 a The CoEvolution Quarterly). Hi ha molts altres articles, així com una pel·lícula documental codirigida per Philip Neel, un dels estudiants participants, però tots són clarament posteriors a l'experiència.
Les adaptacions televisives i les novel·les també tenen un efecte pertorbador, que el mateix Ron Jones va denunciar en un article publicat a The Whole Earth Review, número 79, l'estiu de 1993. Ron Jones va ser convidat a una preestrena del telefilm de 1981 i va exclamar «No va passar així!», abans d'especificar «vaig haver d'explicar a algú els errors històrics de la pel·lícula». El públic en general ha experimentat l'experiència de Jones només a través del prisma de l'art, i Ron Jones marca en l'article de 1993 «Per descomptat, per vendre la novel·la, els editors mai indiquen "Basat en una història real". Ja procuren no esmentar que no diuen la veritat».
És particularment curiós que cap de les fotografies preses pels amics de Ron Jones disfressats de periodistes, d'acord amb les seves marcacions, durant la reunió on es va desvetllar l'engany, es van fer públiques. La imatge de 200 joves adoctrinats que segueixen al seu líder amb la idea d'una societat secreta feixista amb ambicions nacionals sorgida amb només pocs dies d'impregnació seria sorprenent i constituiria una prova material. Les explicacions recorren a la modèstia, un mecanisme psicològic general invocat per als alemanys que sabem que no té valor explicatiu en aquest cas i que podria ser utilitzada per un xerraire que desitgi cobrir les seves mentides. També observem el paper que es dona al professor, que renúncia al tremend poder de l'adoctrinament, que descobreix per assaig i error, i el desvia cap a un propòsit educatiu, socialment benèfic i humanitari. Si més no, hi ha una gran confusió al voltant d'aquestes experiències.
Si la pel·lícula documental Lesson Plan presenta una certa coherència en els testimonis d'antics alumnes que suggereixen que realment es van produir els esdeveniments, les intervencions especialment discordants d'un d'ells són estranyament retingudes pels directors. La seva conclusió en el doblatge en francès és: «Hem de tenir cura de no ser massa crèduls. I si he d'aprendre de l'actitud de Ron Jones anys després del fet, és què és fàcil manipular els mitjans de comunicació. En particular, si teniu carisma, escriviu bé i teniu en compte obtenir beneficis».
Altres diferències de detalls separen els articles publicats pel The Cubberley Catamount el 1967 i els records de Ron Jones quan els va escriure el 1972. L'article del diari de l'escola del 21 d'abril de 1967 cita el «guardaespatlles personal» de Ron Jones, anomenat Todd Austin, que diu que «M'ha agradat molt, d'alguna manera. Vaig venir a la reunió per curiositat». Mentrestant, Ron Jones el menciona amb el nom de «Robert» (un nom d'entre altres que apareix al telefilm de 1918 i en la novel·la de Todd Strasser), dient que va invertir molt de temps en el moviment i va plorar després de l'última reunió.
Segons Ron Jones, el pare d'un alumne hauria entrat a l'institut el dimecres a la nit per arrasar l'aula. The Cubberley Catamount no menciona aquest incident. Ron Jones insisteix que els pares dels estudiants no van reaccionar fortament contra el seu experiment (amb l'excepció del veterà de guerra esmentat anteriorment). Alguns pares, alarmats pel que deien els seus fills, haurien contactat amb el professor, però les explicacions que era un simple «simulacre» hauria estat suficient per tranquil·litzar-los. Un article publicat el 21 d'abril de 1967 al diari The Cubberley Catamount informa que un grup d'estudiants va comptar amb el suport de cinc-cents pares per un boicot destinat a la tornada de l'experiment de Ron Jones (aquesta xifra és comparada amb l'avançada per Ron Jones de dos-cents estudiants que van assistir a la reunió final). Ron Jones assenyala en les seves memòries l'absència de la revolta estudiantil, però l'article del 21 d'abril de 1967 esmenta la resistència activa i els complots, que culminen amb el reteniment i el segrest de Ron Jones per part d'un grup d'estudiants.
En el text de Leslie Weinfield titulat Remembering the Third Wave (Memòries de la tercera ona), publicat al lloc web de Ron Jones, apareix la cronologia de Ron Jones (de dilluns a divendres), però dona una dimensió completament diferent a l'experiència; «Les reunions de la Tercera Onada, així com les instruccions sobre les activitats del dia es van anunciar a través del sistema de megafonia de l'escola secundària», escriu Leslie Weinfield. Segons l'escriptora «la vida de l'escola s'ha bolcat completament al voltant de l'experiència, almenys durant els tres últims dies», mentre que els records de Jones semblen evocar una experiència restringida a només una sola classe i que es va estendre com una taca d'oli. Leslie Weinfield cita un antic alumne de Ron Jones, Steve Coniglio (també esmentat per Jones en el text de 1972). Segons aquest estudiant, es van intentar «cops d'estat» segrestant a Jones i posar fi a l'experiment, però «no van aconseguir [perquè] amb tres conspiradores, un o altre sempre denunciava als seus camarades». L'article del 21 d'abril també esmenta un «cop d'estat» durant el qual Jones va ser segrestat pels estudiants de secundària el dimecres 5 d'abril de 1967, però finalment va ser alliberat perquè va expressar la seva intenció d'acabar amb l'experiment el mateix dia. Quant a Ron Jones, no explica aquestes coses en les seves memòries de 1972.

## Adaptacions
Aquesta experiència ha donat lloc a diverses adaptacions en diverses àrees d'expressió:
- The Wave (1981), telefilm estatunidenc realitzat per Alexander Grasshoff.
- The Wave (1981), novel·la estatunidenca de Todd Strasser, adaptació del telefilm de 1981.
- Die Welle (2008), pel·lícula alemanya de Dennis Gansel.
- La Vague (2009), còmic de Stefani Kampmann, basat en la novel·la de Todd Strasser.
- La Vague (2013), òpera rock francesa de Gilles Ramade.[18]

## Recreacions de l'experiment
El 2006, es va intentar recrear l'experiment en una classe d'història d'una escola primària de Florida amb nens encara més joves.